# Чирвоный Бор (Гродненская область)
Чирво́ный Бор (бел. Чырвоны Бор) — деревня в Поречском сельсовете Дятловского района Гродненской области Белоруссии. Согласно переписи населения 2009 года в Чирвоном Бору проживало 63 человека. Площадь сельского населённого пункта составляет 45,18 га, протяжённость границ — 5,02 км.

## История
В 1996 году Чирвоный Бор входил в состав Демяновецкого сельсовета и колхоза «Поречье». В деревне насчитывалось 44 домохозяйства, проживало 109 человек.
13 июля 2007 года деревня была передана из упразднённого Демяновецкого в Поречский сельсовет.